# Gornji Boganovci
Gornji Boganovci su naseljeno mjesto u općini Bugojno, Federacija Bosne i Hercegovine, BiH.

## Stanovništvo

### 1991.
Nacionalni sastav stanovništva 1991. godine, bio je sljedeći:
ukupno: 111
- Muslimani - 75
- Hrvati - 34
- ostali, neopredijeljeni i nepoznato - 2

### 2013.
Nacionalni sastav stanovništva 2013. godine, bio je sljedeći:
ukupno: 71
- Bošnjaci - 70
- ostali, neopredijeljeni i nepoznato - 1